# Comuna Vasîlivka, Berezanka
Vasîlivka (în ucraineană Василівка) este o comună în raionul Berezanka, regiunea Mîkolaiiv, Ucraina, formată din satele Mîhailivka, Novoselivka și Vasîlivka (reședința).

## Demografie
Componența lingvistică a comunei Vasîlivka
     Ucraineană (92,77%)
     Rusă (5,8%)
     Alte limbi (1,12%)
Conform recensământului din 2001, majoritatea populației comunei Vasîlivka era vorbitoare de ucraineană (92,77%), existând în minoritate și vorbitori de rusă (5,8%).